# Conseil national des femmes françaises
Conseil national des femmes françaises (CNFF) är en fransk kvinnorättsorganisation, grundad 1901.
Föreningen bildades efter ett möte mellan olika franska kvinnoföreningar under Världsutställningen 1900. De två föreningarna Congrès des Œuvres et Institutions Féminines och Congrès de la Condition et des Droits de la Femme förenade sig därmed i en organisation. De stöttade från början införandet av kvinnlig rösträtt. Den var från början känd som en förening för feminister ur överklassen. 